# Храм бахаи в Уилметте
Храм бахаи в Уилметте — второй и старейший Дом поклонения бахаи, главный храм Нового света. Расположен в пригороде Чикаго Уилметте, штат Иллинойс, Соединённые штаты Америки. С 1978 года включён в национальный реестр исторических мест США. Как и любой бахайский храм, может служить местом поклонения богу для верующих всех религий мира.
Первый камень храма был заложен 1 мая 1912 года Абдул-Бахой, старшим сыном основателя веры и главой всех последователей бахаи. Именно Абдул-баха принял решение построить Дом поклонения не в самом Чикаго, а в тихом пригороде, на берегу озера Мичиган. Канадский архитектор Луи Буржуа, выигравший конкурс на постройку храма, успел получить наставления Абдул-Бахи незадолго до его ухода из жизни, в 1920 году. Великая депрессия и Вторая мировая война заметно застопорили строительство здания, оно было закончено лишь к 1952 году — столетию получения Бахауллой Божественного откровения в темнице Сиях-Чаль. 2 мая 1953 года первую молитву при освящении храма прочитала Рухийи Ханум, супруга Хранителя веры Шоги Эффенди, правнука Бахауллы.
Здание высотой 42 метра построено по канону, единому для всех бахайских Домов поклонения. Круглое в плане, оно накрыто куполом (22 метра в диаметре), имеет девять фасадов и девять входов, — по священному числу бахаи, символизирующему единство. Здание облицовано бетонными плитами с добавлением в цемент кристаллов кварца двух видов, что позволяет храму многие годы сохранять белоснежность. В тонкой каменной резьбе, украсившей Дом поклонения как снаружи, так и в интерьерах, просматриваются символы мировых религий: шестиконечные звёзды, кресты, полумесяцы со звездой, буддистские свастики. Над входами начертаны изречения Бахауллы. Зал храма вмещает 1200 человек. Ежегодно Дом поклонения принимает до 250 тысяч гостей.

## Галерея

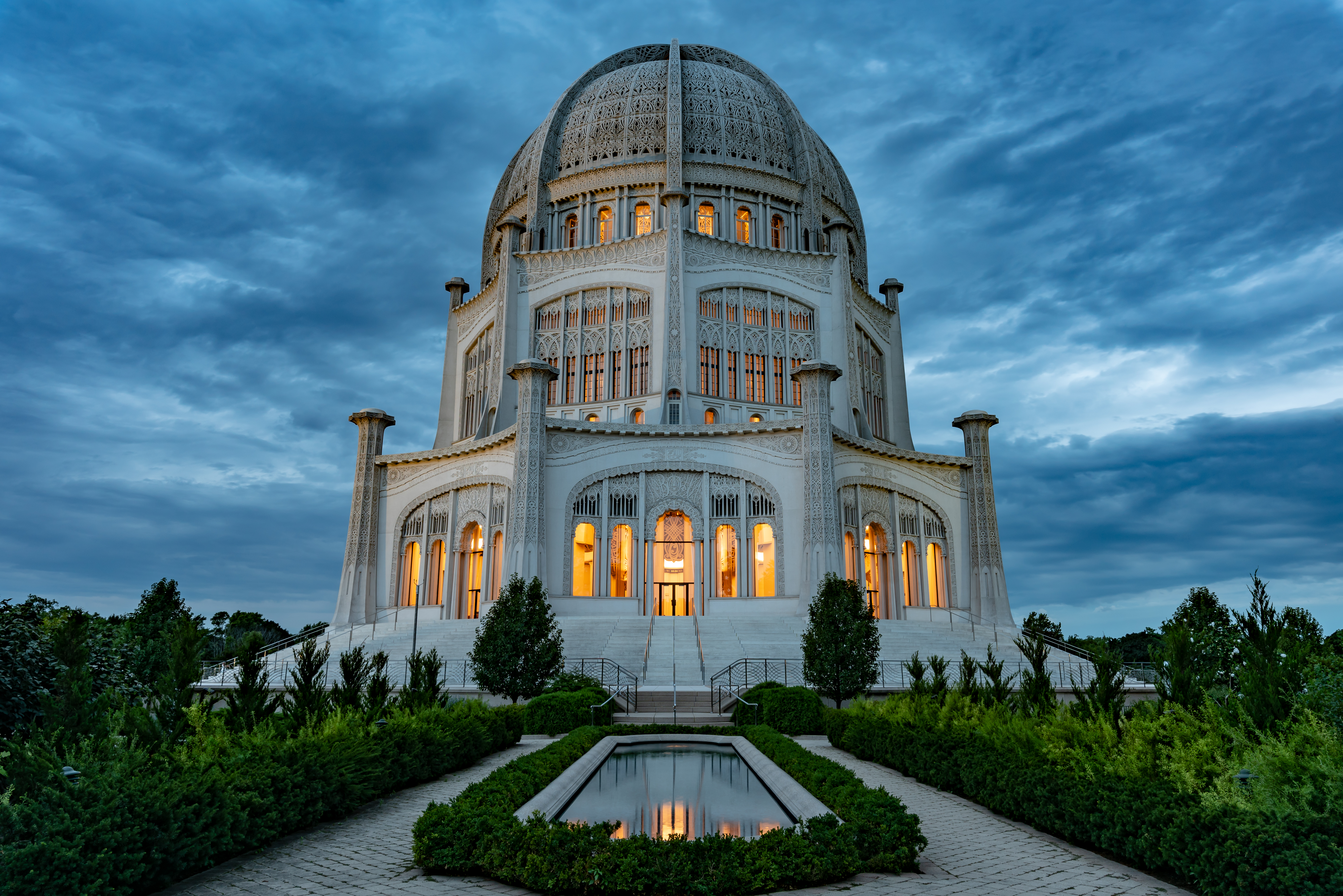
Храм в сумерках
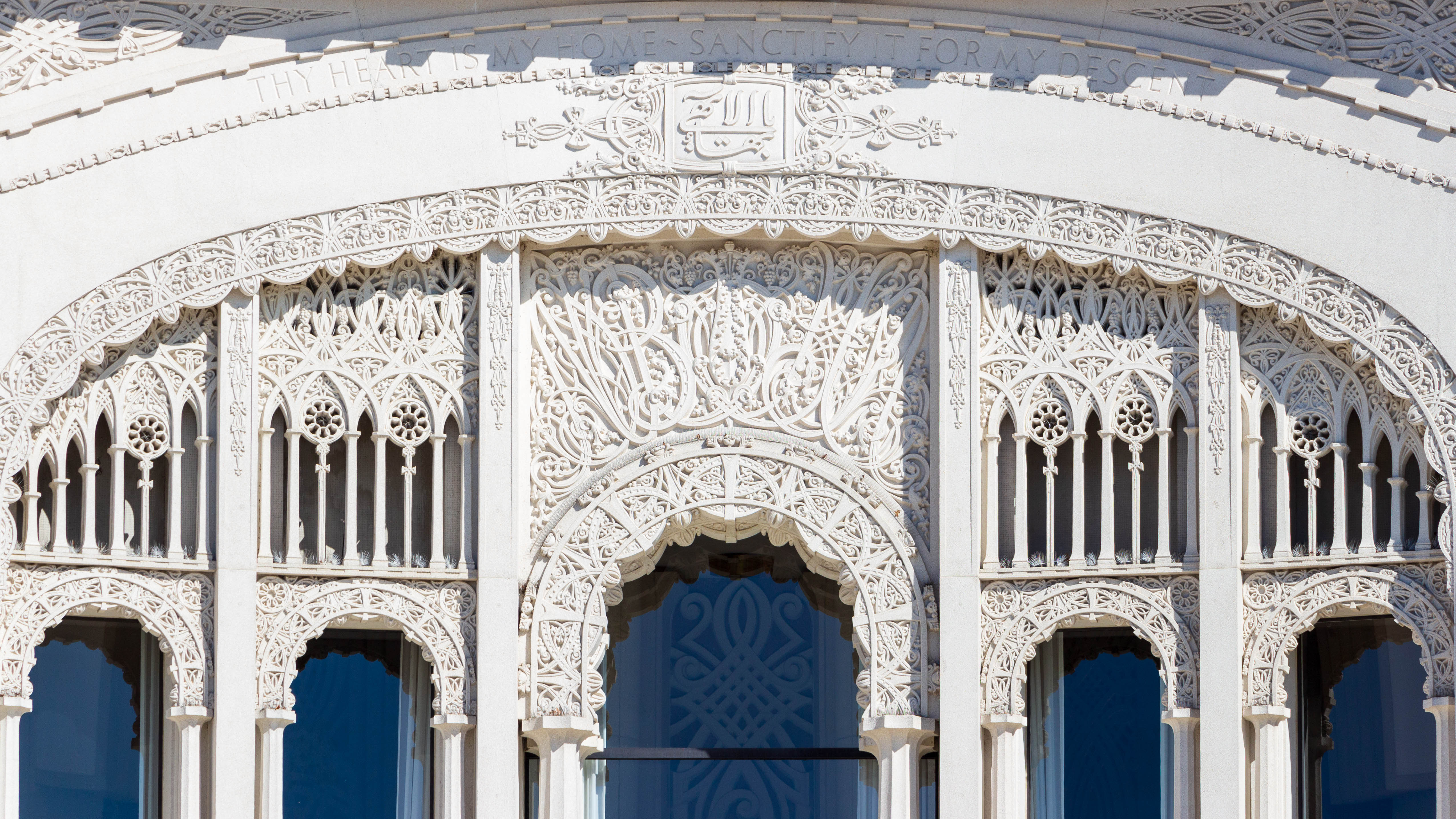
«Твоё сердце — дом Мой; освяти его для Моего сошествия»
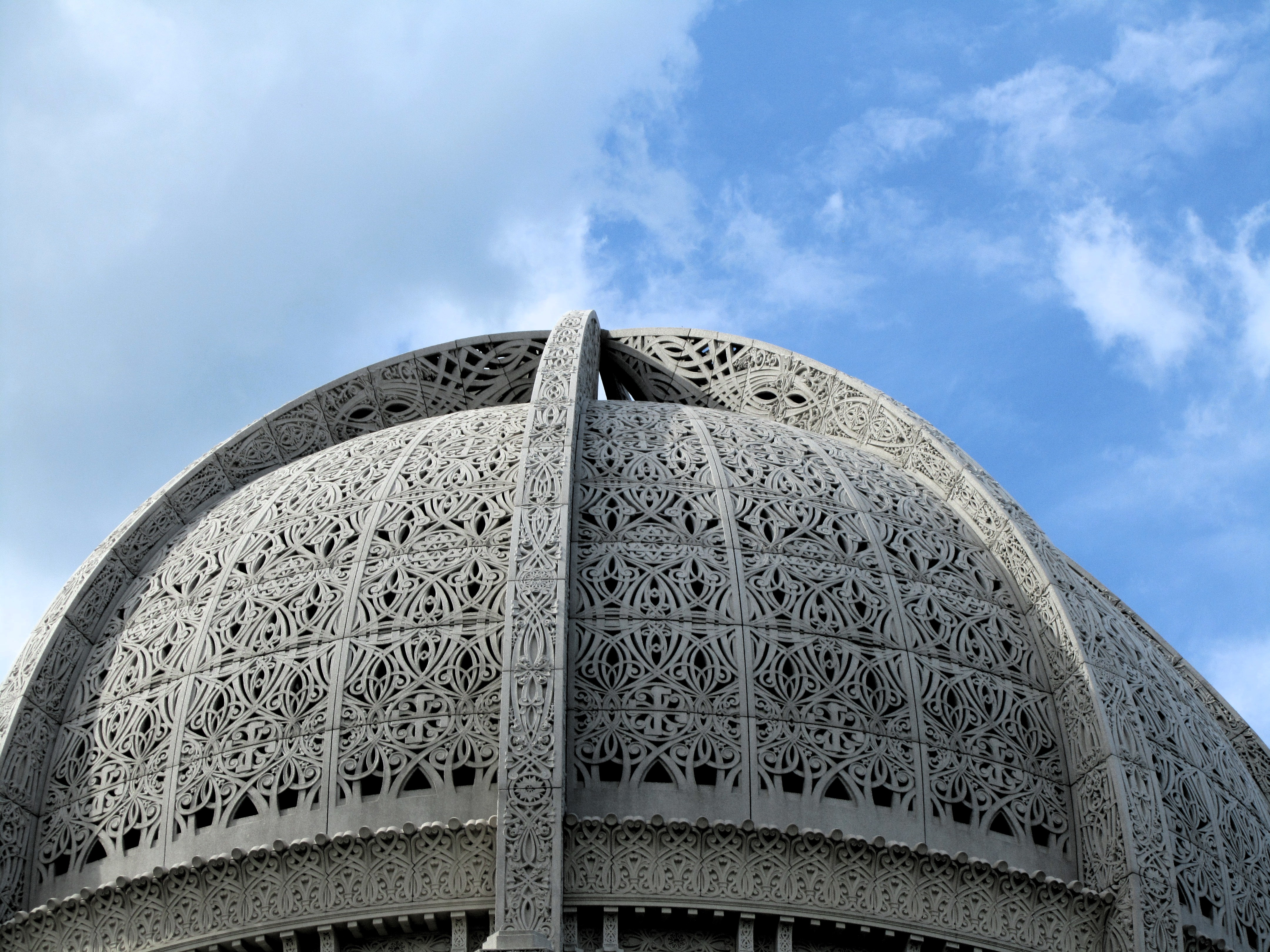
Резной купол храма снаружи
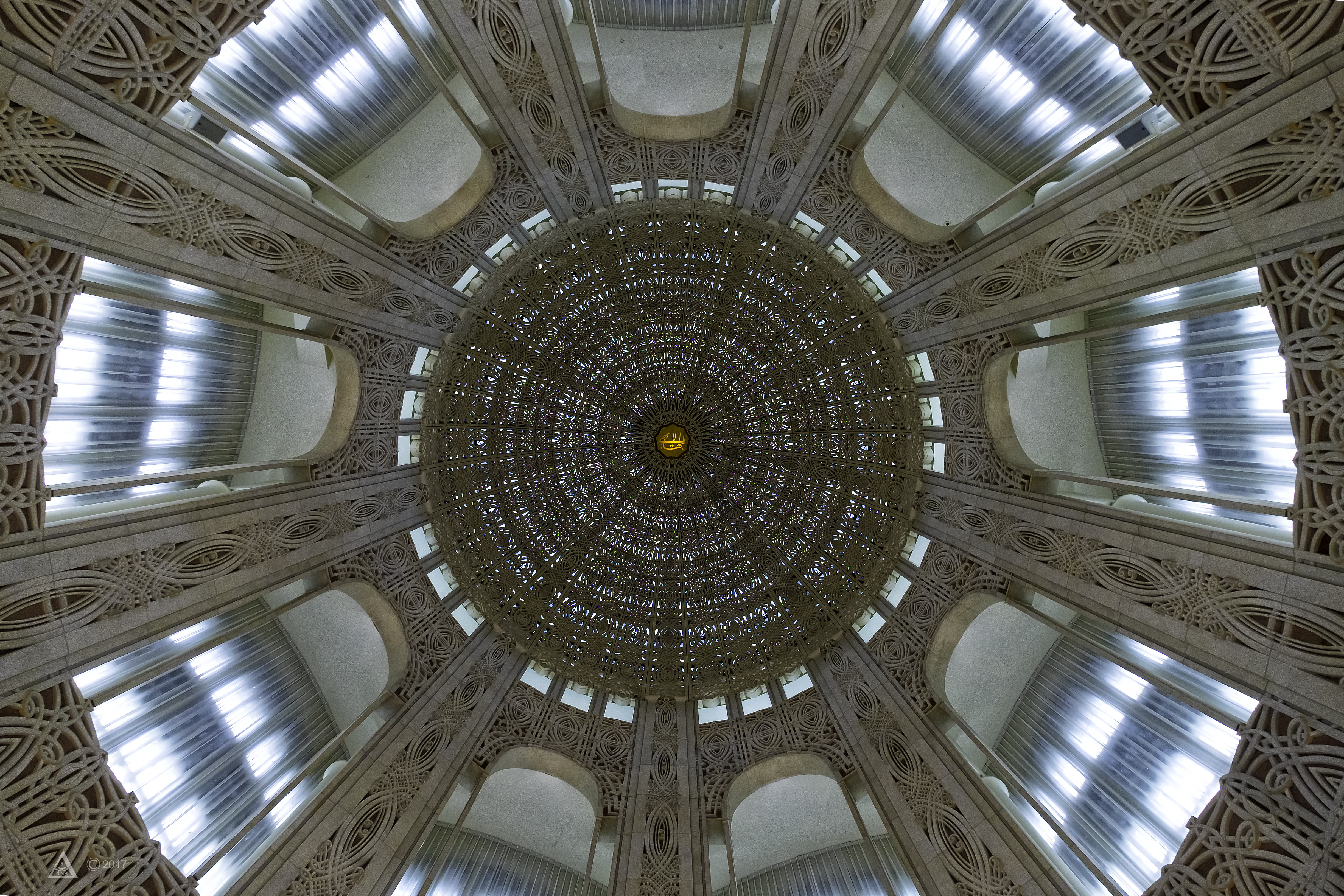
… и изнутри